# Bureau de la Propagande de Guerre

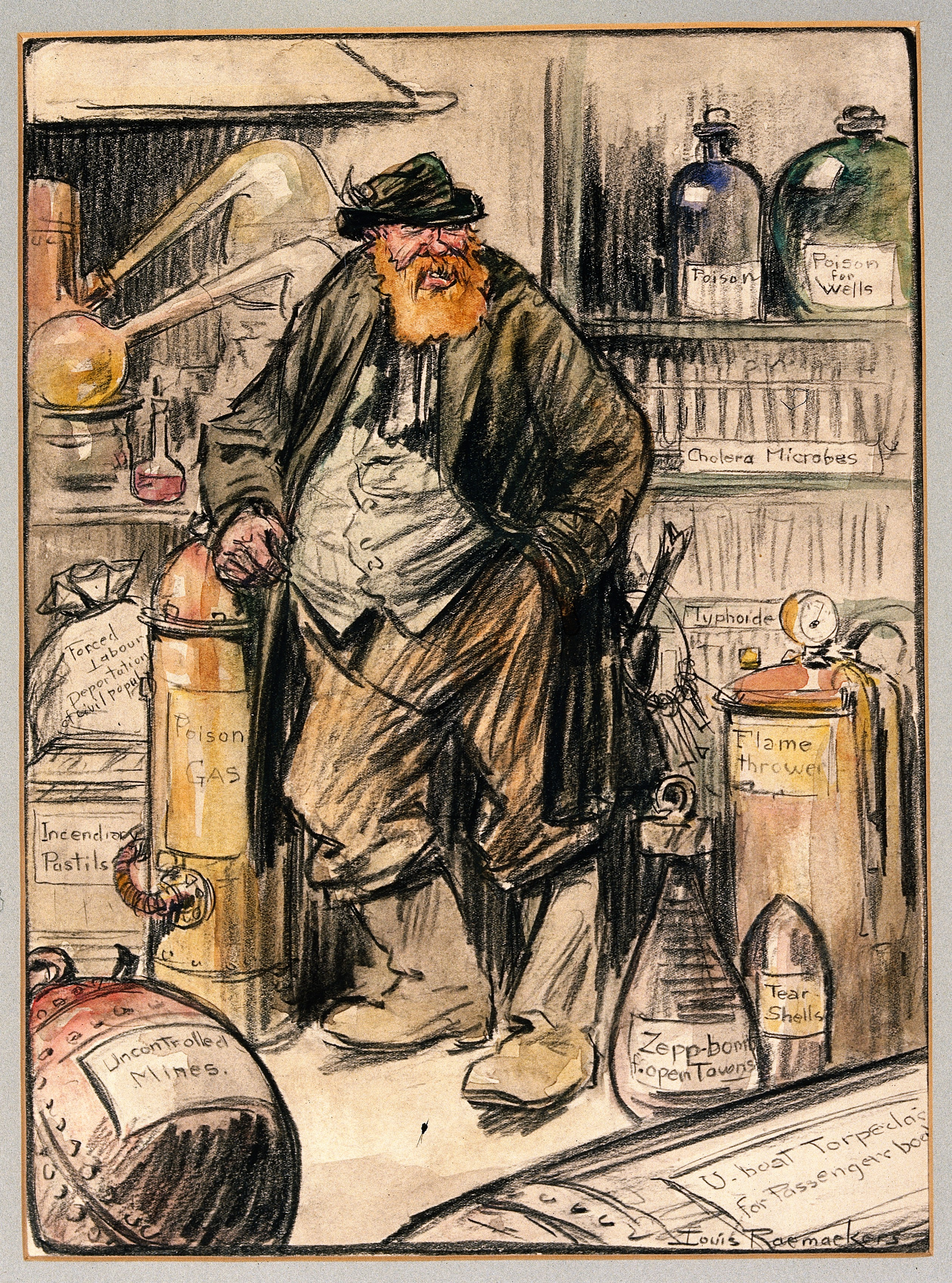
Le ministère de la guerre allemand préparant les germes de la guerre.

Le  Bureau de la Propagande de Guerre  était  une commission du Foreign Office chargé, pendant la Première Guerre mondiale  de faire basculer les pays neutre en faveur des Alliés. Il siègeait à Wellington House et il a recruté des célébrités littéraires.

## Présentation
En août 1914, David Lloyd George, le chancelier de l'Échiquier, découvrant l'existence d'une Agence de propagande allemande, décidait de créer le Bureau de la Propagande de Guerre. Il contactait alors Charles Masterman pour chapeauter l'organisation qu'il installait à Wellington House, c'était jusque-là le bureau de la National Insurance Commission.
L'activité commençait le 2 septembre 1914 en invitant des écrivains célèbres tels que William Archer, Arthur Conan Doyle, Arnold Bennett, John Masefield, Ford Madox Ford, G. K. Chesterton, Henry Newbolt, John Galsworthy, Thomas Hardy, Rudyard Kipling, Gilbert Parker, G. M. Trevelyan and H. G. Wells en leur demandant quelle pourrait être leur participation à l'effort de guerre.
L'activité devait passer par la collaboration de maisons d'éditions comme Hodder & Stoughton, Methuen, Oxford University Press, John Murray, Macmillan et Thomas Nelson qui produisirent 1,160 textes durant la guerre.
L'une des premières et plus importante production fut sur les crimes commis contre les populations en Belgique par Report on Alleged German Outrages ou Rapport Bryce au début de 1915.

## Articles liés
- Propagande.